# Австралия на зимних Олимпийских играх 1972
Австралия принимала участие в Зимних Олимпийских играх 1972 года в Саппоро (Япония) в седьмой раз за свою историю, но не завоевала ни одной медали.

## Состав сборной
Сборная состояла из 4 спортсменов (все — мужчины), которые выступили в соревнованиях по горнолыжному и конькобежному спорту.
Самым младшим в сборной был 16-летний горнолыжник Стивен Клиффорд, самым старшим — 25-летний конькобежец Колин Коутс.

## Результаты

### Горнолыжный спорт
Состязания по скоростному спуску проходили на горе Энива, остальные — в районе Тэйнэ-ку. Данные соревнования одновременно считались соревнованиями 22 чемпионата мира по горнолыжному спорту.
Скоростной спуск
| Стивен Клиффорд | 2:02,90 | 44 |
| Малкольм Милн   | 1:55,48 | 23 |

Слалом
| Спортсмен       | Результаты     | Результаты     | Результаты     | Результаты     | Результаты     | Результаты     |
| Спортсмен       | 1 спуск        | Место          | 2 спуск        | Место          | Общее время    | Место          |
| --------------- | -------------- | -------------- | -------------- | -------------- | -------------- | -------------- |
| Стивен Клиффорд | не финишировал | не финишировал | не финишировал | не финишировал | не финишировал | не финишировал |
| Малкольм Милн   | 1:03,73        | 33             | 1:01,99        | 26             | 2:05,72        | 24             |

Гигантский слалом
| Спортсмен       | Результаты | Результаты | Результаты | Результаты | Результаты  | Результаты    |
| Спортсмен       | 1 спуск    | Место      | 2 спуск    | Место      | Общее время | Место в итоге |
| --------------- | ---------- | ---------- | ---------- | ---------- | ----------- | ------------- |
| Стивен Клиффорд | 1:44.75    | 44         | 1:49.50    | 36         | 3:34.25     | 36            |
| Малкольм Милн   | 1:37.94    | 31         | 1:44.26    | 28         | 3:22.20     | 29            |

### Конькобежный спорт

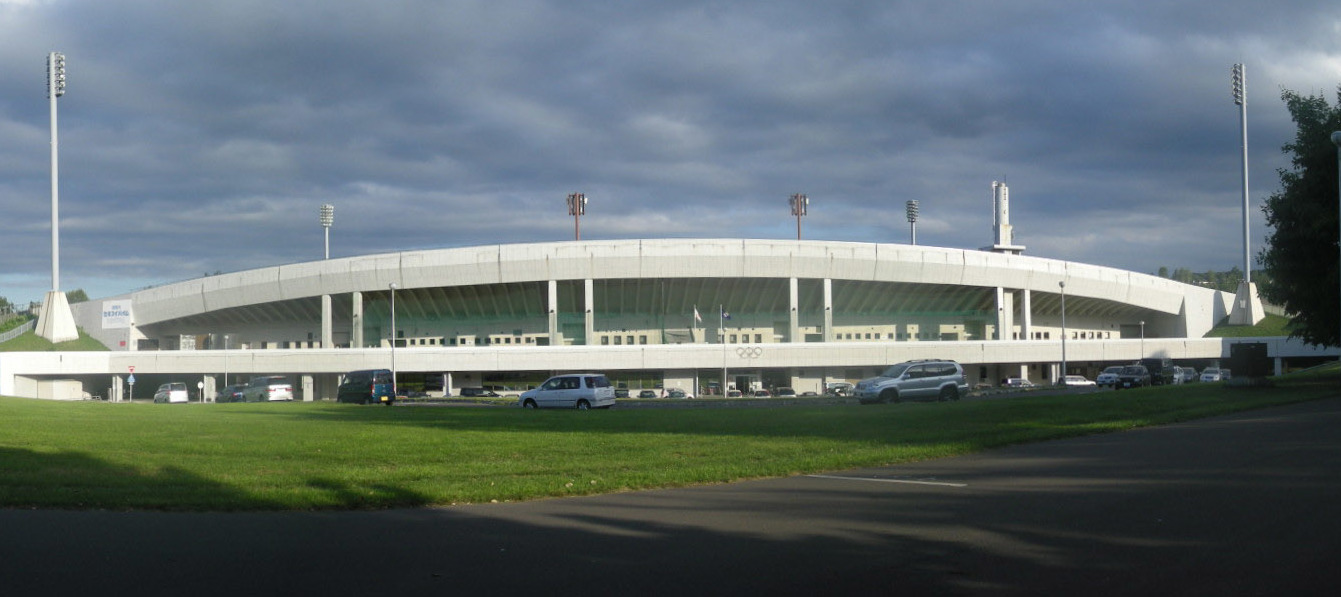
Стадион Макоманай

Соревнования прошли с 5 по 12 февраля на стадионе Макоманай, который был построен специально к этой Олимпиаде в районе Минами-ку города Саппоро. Это были первые Олимпийские игры, на которых электронное время записывалось с точностью до сотых долей секунды.
| Спортсмен   | Дистанция | Результат | Результат |
| Спортсмен   | Дистанция | Время     | Место     |
| ----------- | --------- | --------- | --------- |
| Колин Коутс | 500 м     | 44,74     | 36        |
| Колин Коутс | 1500 м    | 2:12,14   | 24        |
| Колин Коутс | 5000 м    | 8:09,35   | 23        |
| Колин Коутс | 10000 м   | 16:29,94  | 18        |
| Джим Линч   | 500 м     | 43,51     | 35        |
| Джим Линч   | 1500 м    | 2:26,69   | 39        |